# Concord, California
Concord, California là một thành phố thuộc quận Contra Costa trong tiểu bang California, Hoa Kỳ. Thành phố có tổng diện tích 30,546 dặm vuông Anh (79,11 km2). Theo điều tra dân số Hoa Kỳ năm 2010, thành phố có dân số 122.067 người, là thành phố đông dân thứ 206 tại Hoa Kỳ và thành phố lớn thứ 44 bang California năm 2010. Được thành lập vào năm 1869 với tên cộng đồng Santos todos Salvio Pacheco, tên khu định cư đã được thay đổi thành Concord trong vòng vài tháng. Thành phố này là một khu vực ngoại ô lớn East Bay trung tâm trong khu vực San Francisco Bay, và nằm chỉ 31 dặm (50 km) về phía đông San Francisco, 22 dặm (35 km) về phía đông bắc từ Oakland, 65 dặm (105 km) về phía tây nam Sacramento, và 51 dặm (82 km) về phía bắc của San Jose.